# Перец (син Юди)
Перец (івр. פֶּרֶץ) — син Юди та Тамар. Брат-близнюк Зераха (Бут. 38:27-30). При народженні Зерах перший витягнув руку з утроби матері, яку повитуха пов'язала червоною ниткою. Проте рука знову заховалася і на світ вийшов інший близнюк — Перец, а Зерах вийшов другим. Ім'я Перец ще передається у Біблії як Фарес. За енергійність отримав це ім'я, що походить від дієслова івр. פַרַץ — пара́ц — «йти напролом».

Перец — особа Старого Заповіту, предок Давида. Його попередники і нащадки приведені у Книзі Рут (Рут. 4:18-22). Названий як Фарес також у родоводі Ісуса Христа у Новому Заповіті (Мт. 1:3).